# Giulia (colubrina)

Alfonso I d'Este in un celebre ritratto di Dosso Dossi.

La colubrina detta la Giulia è stata una colubrina pesante fusa nel 1512 da Alfonso I d'Este con il bronzo ottenuto dai pezzi della statua di Papa Giulio II, chiamata Giulio II benedicente, abbattuta e distrutta nel 1511, a Bologna.

## Storia
Papa Giulio II commissionò a Michelangelo Buonarroti, nel 1506, mentre si trovavano entrambi a Bologna, una statua in bronzo che lo rappresentasse, in posizione seduta e benedicente. Questa poi sarebbe stata collocata sulla facciata della basilica di San Petronio, come segno dell'autorità papale sulla città.
Michelangelo eseguì quanto richiesto con rapidità e in meno di due anni ultimò la statua, di grandi dimensioni, che venne issata sopra la Porta Magna della basilica, il 21 febbraio 1508.
Le vicende politiche però mutarono in fretta e meno di quattro anni dopo, col ritorno dei Bentivoglio in città, l'11 dicembre 1511, la statua venne abbattuta e fatta a pezzi. In seguito i frammenti vennero ceduti al duca di Ferrara, Alfonso d'Este, che li fece fondere per ricavare una colubrina, chiamata la Giulia.

## Caratteristiche della colubrina
La fusione dei frammenti che erano arrivati da Bologna avvenne sicuramente in due tempi. Fu infatti necessario un primo passaggio per arrivare alle giuste proporzioni di metalli nella lega. Solitamente infatti campane e statue contenevano, per ogni 100 parti di rame, dalle 13 alle 26 parti di stagno, e questo metallo non era adatto alla costruzione di artiglierie, quindi solitamente doveva essere aggiunto altro rame, nella prima fusione.
Un cronista dell'epoca, Fileno Dalle Tatuatte, racconta che "...ne fece una grande bombarda che poi drizzò nel castello de riscontro la porta di esso, che io non ho mai veduto la più lunga e grossa di quella". Secondo il cronista citato la statua pesava 17 000 libbre, pari ad oltre 5800 kg, mentre la colubrina Giulia, sulla sua culatta, riportava il peso di 9 000 libbre, quindi non tutto il bronzo della statua venne utilizzato per costruire quella sola arma. Era in grado di lanciare proiettili da 50 libbre, al pari delle artiglierie migliori, come ad esempio quelle di Carlo VIII.

### Lesorelledi Giulia
Alfonso I d'Este, che passò alla storia anche come il duca artigliere, portò le capacità produttive delle fonderie estensi a livelli di eccellenza, in grado di produrre armi che potevano competere con le migliori dell'epoca. Le sue colubrine più potenti furono una esclusività del ducato di Ferrara ed i migliori pezzi di questo tipo ebbero un nome. La prima colubrina doppia sforzata venne fusa sotto il controllo di Alfonso ed ebbe il nome di Gran Diavolo. Era in grado di sparare proiettili sino al peso di 125 libbre. Di quello stesso periodo fu anche la colubrina Terremoto. Entrambe queste armi vennero impiegate il 25 agosto 1510 durante la guerra veneto-estense. La colubrina che chiuse questa serie fu La Regina, fusa nel 1556 per il duca Ercole II d'Este. Fu un'arma da fuoco pesante per il periodo, in grado di lanciare un proiettile di circa 35 chilogrammi ad oltre 4 chilometri di distanza. Le palle di cannone potevano contenere esplosivo, e questo rendeva ancora più distruttivi i colpi sparati da quest'arma unica per il periodo storico.
Dopo la devoluzione e la fine del Ducato di Ferrara le artiglierie vennero separate e in parte rimasero a Ferrara in parte furono trasferite a Modena. Regina e Spazzacampagna andarono a Modena mentre Gran Diavolo e Terremoto rimasero a Ferrara.

## Utilizzo e scomparsa della Giulia
Durante il ducato di Alfonso I la colubrina venne spostata a Reggio Emilia, per fortificarne le difese, e vi rimase sicuramente sino al 1625, oltre un secolo dopo la sua fusione, quando ormai accusava i segni del tempo ma non era ancora del tutto tecnicamente superata. In seguito non si hanno dati certi sulla sorte di questa e di altre artiglierie estensi. Molte finirono fuse, durante il periodo napoleonico, esattamente come avvenne per le statue in bronzo di Borso d'Este in trono e di Niccolò III d'Este a cavallo, distrutte nel 1796 durante l'occupazione francese. Ora sulla facciata del Palazzo Municipale si possono ammirare le copie di quelle statue originali.